# Today (album)
Today is het vierde studioalbum van Junkie XL, uitgebracht in 2006 door Roadrunner Records.
het album bevat het muziekgenre electro en popmuziek in de dansstijl progressive house. Junkie XL schreef de teksten en componeerde de muziek. Ook speelde hij bij sommige nummers op de akoestische gitaar. Bij enkele nummers schreven Lucas Banker en Nathan Mader ook mee aan de teksten op het album. De nummers 1,4,5,7,8 en 10 zijn gezongen door Nathan Mader. Het album kwam op 29 april 2006 binnen in de Nederlandse Album Top 100 en stond in totaal 6 weken in de lijst met als hoogste notering plaats 36. Het nummer "Today" op het album werd ook gebruikt als soundtrack voor de computerspellen Burnout Legends en Burnout Revenge.

## Nummers
| Nr. | Titel                   | Duur  |
| --- | ----------------------- | ----- |
| 1   | Youthful                | 10:30 |
| 2   | Mushroom                | 6:43  |
| 3   | Such A Tease            | 5:52  |
| 4   | Today                   | 6:37  |
| 5   | Drift Away              | 4:54  |
| 6   | Ive Got A Xerox To Copy | 5:54  |
| 7   | Even In This Moment     | 1:53  |
| 8   | Yesterdays              | 3:54  |
| 9   | Honey                   | 3:51  |
| 10  | We Become One           | 4:46  |